# 멀리가지마라
《멀리가지마라》는 2021년에 개봉한 대한민국의 영화이다.

## 캐스팅
- 손병호 : 정헌철 역
- 손진환 : 정헌구 역
- 박명신 : 김영은 역
- 이경성 : 박현진 역
- 최재섭 : 정헌규 역
- 윤은별 : 김윤정 역
- 이선희 : 정은혜 역
- 이도엽 : 형사 반장 역
- 강태영 : 조현근 역
- 장성익 : 공증인 역
- 지대한 : 이광철 역
- 나주호 : 이상준 역
- 전연담 : 형사 지원팀 역
- 백민준 : 형사 지원팀 역
- 김종현 : 형사 지원팀 역
- 신하랑 : 연기학원장 역
- 이재영 : 정진호 역
- 홍승일 : 정윤성 역
- 신윤주 : 정서한 역
- 한승훈 : 정윤성 친구 역

## 같이 보기
- 2021년 대한민국의 영화 목록

## 수상
- 2018년 제23회 부산국제영화제 후보 한국영화의 오늘 - 비전